# Aviron
Aviron é uma comuna francesa na região administrativa da Normandia, no departamento de Eure. Estende-se por uma área de 7,33 km². Em 2010 a comuna tinha 1 140 habitantes (densidade: 155,5 hab./km²).